# Mister Grand International 2021
Mister Grand International 2021 là cuộc thi Mister Grand International lần thứ 4 được tổ chức vào ngày 4 tháng 12 năm 2021 tại Thành phố Panama, Panama. Cuộc thi được phát sóng trực tiếp trên trang YouTube và Facebook chính thức của Mister Grand International.
Nam vương Tuân Lucas đến từ Việt Nam trao vương miện cho người kế nhiệm là Fernando Ezequiel Padin đến từ Puerto Rico, đánh dấu chiến thắng đầu tiên của Puerto Rico tại cuộc thi sắc đẹp này.

## Kết quả

### Thứ hạng
Vòng chung kết Mister Grand International 2021 được phát sóng TRỰC TIẾP trên trang YouTube và Facebook chính thức của Mister Grand International từ nước chủ nhà Panama vào ngày 4 tháng 12 năm 2021.
| Hạng                            | Thí sinh |
| ------------------------------- | --- |
| Mister Grand International 2021 | - Puerto Rico – Fernando Ezequiel Padin |
| Á vương 1                       | - Trinidad và Tobago – Suveer Ramsook |
| Á vương 2                       | - Hoa Kỳ – Cayman Cardiff |
| Á vương 3                       | - Pháp – Cedric Cabane |
| Á vương 4                       | - Canada – Jacob Ondrus |
| Top 10                          | - Ecuador – Jose Gabriel Moreno - México – Gustavo Olmos - Panamá – Abdiel Diaz - Philippines – Michael Ver Anton Comaling - Venezuela – Steven Aponte |
| Top 18                          | - Bolivia – Cristhian Cochamanidis - Colombia – Andres Arengas - Costa Rica – Esteban Sanarrucia - Hàn Quốc – Seo Jun Choi - Nhật Bản – Kenta Nagai - Paraguay – Axel Portillo - Séc – Lukas Vysehrad - Thái Lan – Gioele Arunthep - Ukraina – Alex Demianenko |

### Giải thưởng đặc biệt
| Giải thưởng               | Thí sinh                               | T.k.                          |
| ------------------------- | -------------------------------------- | ----------------------------- |
| Best in Traditional Wear  | - Panamá – Abdiel Diaz                 | [ 5 ] [ 2 ] [ 7 ] [ 8 ] [ 9 ] |
| Mister Photogenic         | - Ecuador – Jose Gabriel Moreno        | [ 5 ] [ 2 ] [ 7 ] [ 8 ] [ 9 ] |
| Mister Personality        | - México – Gustavo Olmos               | [ 5 ] [ 2 ] [ 7 ] [ 8 ] [ 9 ] |
| Mister Pau Sports         | - Philippines – Michael Ver Comaling   | [ 5 ] [ 2 ] [ 7 ] [ 8 ] [ 9 ] |
| Mister Real Man           | - Trinidad và Tobago – Suveer Ramsook  | [ 5 ] [ 2 ] [ 7 ] [ 8 ] [ 9 ] |
| Youlink Community Channel | - Philippines – Michael Ver Comaling   | [ 5 ] [ 2 ] [ 7 ] [ 8 ] [ 9 ] |
| Best in Swimwear          | - Canada – Jacob Ondrus                | [ 5 ] [ 2 ] [ 7 ] [ 8 ] [ 9 ] |
| MG Sports Ambassador      | - Philippines – Michael Ver Comaling   | [ 5 ] [ 2 ] [ 7 ] [ 8 ] [ 9 ] |
| Best in Formal Wear       | - Ukraina – Alex Demianenko            | [ 5 ] [ 2 ] [ 7 ] [ 8 ] [ 9 ] |
| Mister Popularity Award   | - Philippines – Michael Ver Comaling § | [ 5 ] [ 2 ] [ 7 ] [ 8 ] [ 9 ] |

Ghi chú
§ – Tự động vào Top 10

## Các thí sinh
27 thí sinh dự thi.
| Quốc gia/vùng lãnh thổ | Thí sinh                |
| ---------------------- | ----------------------- |
| Argentina              | Jorge Barrera           |
| Armenia                | Edgar Karapetyan        |
| Bỉ                     | Liam Vlassenbroeck      |
| Bolivia                | Cristhian Cochamanidis  |
| Canada                 | Jacob Ondrus            |
| Colombia               | Yerson Andres Aragones  |
| Costa Rica             | Esteban Sunarricia      |
| Cuba                   | Yunior Mora             |
| Cộng hòa Dominica      | Dean Mendoza            |
| Ecuador                | Gabriel Moreno          |
| Guyana                 | Dexter Gardener         |
| Hà Lan                 | Mitchell Schmidt        |
| Hàn Quốc               | Seo Jun Choi            |
| Hoa Kỳ                 | Cayman Cardiff          |
| México                 | Gustavo Olomos          |
| Nhật Bản               | Kento Nagai             |
| Panamá                 | Abdiel Diaz             |
| Paraguay               | Alex Portillo           |
| Perú                   | Renzo Durand            |
| Pháp                   | Cedric Cabane           |
| Philippines            | Michael Ver Comaling    |
| Đảo Phục Sinh          | Jaime Eliab Salas       |
| Puerto Rico            | Fernando Ezequiel Padin |
| Séc                    | Lukas Vysehrad          |
| Trinidad và Tobago     | Suveer Ramsook          |
| Ukraina                | Alex Demianento         |
| Venezuela              | Steven Aponte           |